# Anaglyptus praecellens
Anaglyptus praecellens är en skalbaggsart som beskrevs av Holzschuh 1981. Anaglyptus praecellens ingår i släktet Anaglyptus och familjen långhorningar. IUCN kategoriserar arten globalt som starkt hotad. Inga underarter finns listade i Catalogue of Life.